# Aeropuerto Regional Presidente Néstor Kirchner
El Aeropuerto Regional Villa María (IATA: VMR - FAA: MRA – OACI: SAOV) es un aeropuerto argentino que da servicio a la ciudad de Villa María, Córdoba. 
Inaugurado en 2011, el aeropuerto cuenta con una terminal cubierta de 762 metros cuadrados y 775 metros de hangares, una estación de bomberos y una estación meteorológica.

## Aerolíneas y destinos

### Aerolíneas y destinos
| Humming Airways                        | Nacionales (2): Buenos Aires-Aeroparque, Venado Tuerto | N/A |
| Total: 2 destinos, 1 país, 1 aerolínea |                                                        |     |

Notas
1. ↑  El vuelo con destino a Aeroparque hace escala en Venado Tuerto.